# 가나이와정
가나이와정(金石町)은 이시카와현 이시카와군에 속해있던 정이다.

## 지리
사이강 하구에 위치하며 동해에 면한 항구도시이다.
현재의 가나자와시 북서부에 해당하며, 1943년 오노촌, 니쓰카와촌과 함께 가나자와시에 편입 합병되어 가나자와시 지역이 되었다. 가나자와시에 편입된 후 가나이와정의 각 마을 이름에 가나이와가 붙었다

## 역사
가마쿠라 시대에는 미야코시로 불리며 북방 선박의 기항지로 번영했다. 
- 1889년 4월 1일 - 정촌제 시행에 의해 2개 정의 구역을 가지고 가미카나이와정이 성립하였다.
- 1920년 6월 1일 - 가나이와정으로 개칭되었다.
- 1943년 12월 1일 - 오노촌, 후타쓰카촌과 함께 가나자와시에 편입합병 되었다.

## 교통

### 철도
- 가나이와 전기철도 (1971년 9월 1일 폐선)
  - 본선

## 참고문헌
- 『角川日本地名大辞典 17 石川県』 - 角川書店
- 『書府太郎 石川県大百科事典改訂版』 - 北國新聞社
- 『金沢・町物語 町名の由来と人と事件の四百年』 - 能登印刷出版部
- 『金沢百年町名を辿る』 - 読売新聞金沢総局著、能登出版印刷部